# Ommatocarcinus fibriophthalmus
Ommatocarcinus fibriophthalmus is een krabbensoort uit de familie van de Goneplacidae. De wetenschappelijke naam van de soort is voor het eerst geldig gepubliceerd in 1933 door Yokoya.